# Niklas Ramirez
Niklas Erik Ramirez Lindberg, född den 9 april 1995, är en svensk innebandysspelare som spelar för Växjö och svenska landslaget.
Ramirez har med det svenska landslaget bland annat vunnit 2 VM-guld (2020, 2022) och 2 guld i World Games (2022 och 2025).